# Pałac w Turowie
Pałac w Turowie – zabytkowy pałac z XIX w. w Turowie  –  osadzie w Polsce, w województwie dolnośląskim, w powiecie głogowskim, w gminie Pęcław.

## Historia
Obiekt, wybudowany na planie prostokąta, pokryty dachem naczółkowym, jest częścią zespołu pałacowego, w skład którego wchodzą jeszcze: park i folwark. Od frontu znajduje się dwukolumnowy portyk, podtrzymujący balkon. Pałac został wystawiony na sprzedaż przez ANR.